# Sherone Simpson
Sherone Simpson - (12 de agosto de 1984 en Bella Rica, Ecuador). Atleta jamaicana especialista en pruebas de velocidad. Campeona olímpica en los Juegos de Atenas 2004 en los relevos 4 x 100 metros.
En la final de los 100 metros de los Juegos Olímpicos de Atenas 2004 Sherone acabó 6.ª con 11,07 Era una de las tres jamaicanas de la final, junto a Veronica Campbell (3.ª) y Aleen Bailey (5.ª) 
En la prueba de relevos 4 x 100 metros Jamaica era claramente favorita, con un equipo que formaban por este orden Tanya Lawrence, Sherone Simpson, Aleen Bailey y Veronica Campbell. Finalmente ganaron la medalla de oro con 41,73 por delante de Rusia y de Francia. Las que eran a priori sus principales rivales, las estadounidenses, ni siquiera lograron acabar la prueba.
En 2005 Sherone bajó por primera vez de los 11 segundos en los 100 metros, haciendo 10,97 en Kingston, la 5.ª mejor marca mundial del año. Al igual que los Juegos de Atenas, volvió a ser 6.ª en los 100 metros de los Campeonatos Mundiales de Helsinki (11,09), mientras que en los relevos 4 × 100 m las jamaicanas fueron batidas esta vez por Estados Unidos.
En 2006 se ha consagrado como la velocista más en forma del momento. En marzo dio la sorpresa en los Juegos de la Commonwealth de Melbourne, derrotando en los 200 metros a la campeona olímpica Veronica Campbell y haciéndose con el oro, pese a que los 200 metros no es su mejor prueba.
En la temporada de verano ha sido la gran dominadora. Su marca de 10,82 realizada en Kingston durante los Campeonatos Nacionales de Jamaica la colocan como líder mundial del año, y también como la segunda jamaicana más rápida de la historia tras Merlene Ottey.
Actualmente vive en Jamaica y estudia en la Universidad Tecnológica. Su entrenador es Stephen Francis.

## Resultados
- Juegos Olímpicos de Atenas 2004 - 6.ª en 100 m (11,07), 1.ª en 4 × 100 m (41,73)
- Mundiales de Helsinki 2005 - 6.ª en 100 m (11,09), 2.ª en 4 × 100 m (41,99)
- Juegos de la Commonweath de Melbourne 2006 - 1.ª en 200 m (22,59), 1.ª en 4 × 100 m (43,10)

```
    Juegos Olímpicos de Beijing 2008 - 2 en 100 m
```

## Mejores marcas
- 100 metros - 10,82 (Kingston, 2006)
- 200 metros - 22,00 (Kingston, 2006)